# François Levaillant

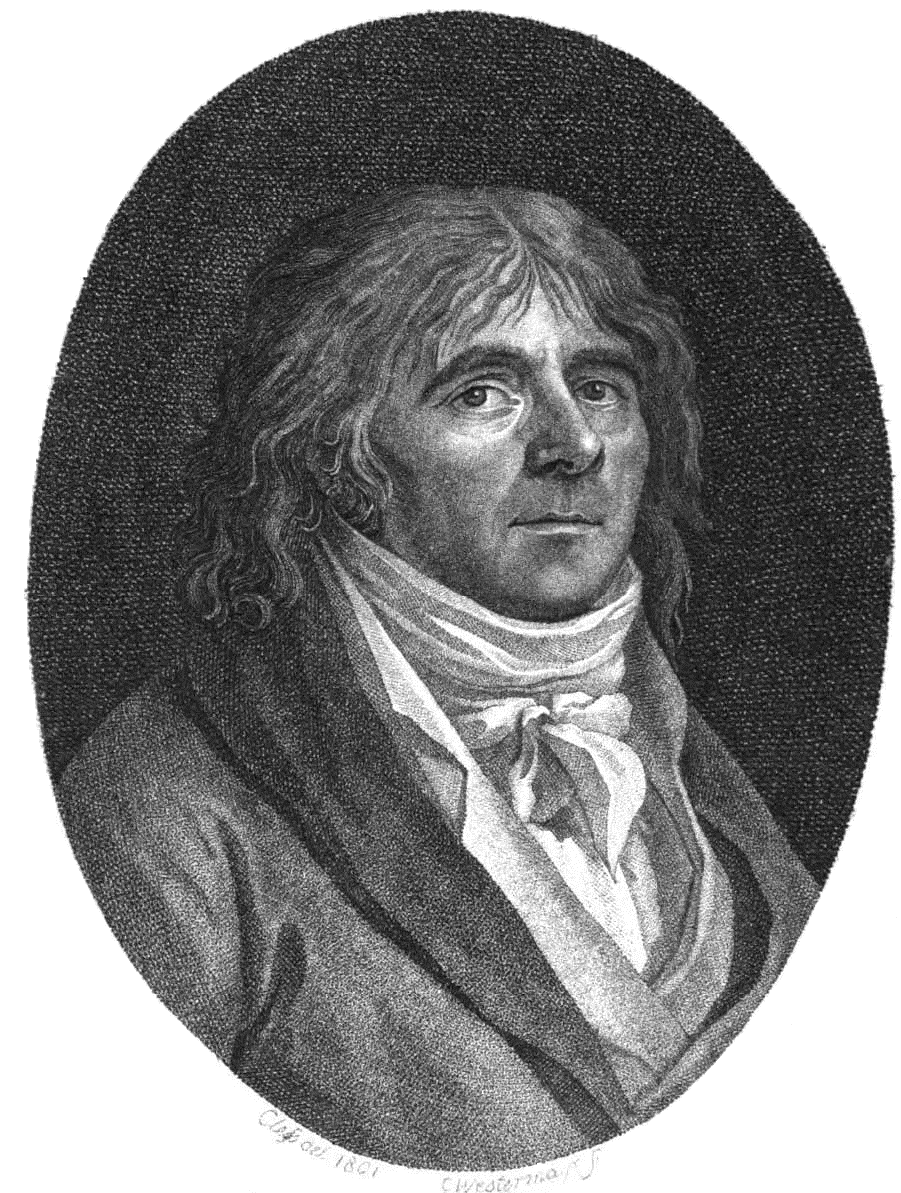
François Levaillant.

François Levaillant eller Le Vaillant, född den 6 augusti 1753 i Paramaribo i nederländska Guyana, död den 22 november 1824 i La Noue, departementet Marne, var en fransk upptäcktsresande och ornitolog.
Levaillant företog 1780–1785 från Kapstaden vidsträckta resor i det inre Afrika, som han skildrade i Voyage dans l'intérieur de l'Afrique (1790) och Second voyage dans l'intérieur de l'Afrique (1796), vilka båda ryktbara resebeskrivningar översattes till tyska (1790–1799) och utgavs ånyo av abbé Orse (2 band, 1855). Bland hans många ornitologiska arbeten märks Histoire naturelle des oiseaux d'Afrique (6 band, 1796–1812).